# Hans Jürgen Alf
Hans Jürgen Alf (* 1959 in West-Berlin) ist ein deutscher Schauspieler.

## Leben
Hans Jürgen Alf strebte ursprünglich ein Studium der Politikwissenschaften an, entschied sich dann aber doch für eine künstlerische Ausbildung. Zwischen Januar 1992 und Dezember 1995 ließ er sich am Theaterstudio Friedrichstraße und in der Theaterwerkstatt Charlottenburg zum Schauspieler ausbilden und legte die ZAV-Prüfung ab.
Alf gab sein Theaterdebüt 1995 am Mecklenburgischen Staatstheater an dessen Spielort in Parchim. Zwischen 1998 und 2000 trat er am Theater für Niedersachsen und der Komödie Kassel auf. Nach der Jahrtausendwende war Alf in Berlin im Theater Alte Feuerwache und im Admiralspalast zu sehen. Hier spielte er 2006 die Rolle des Trauerweidenwalter in der Dreigroschenoper von Bertolt Brecht und Kurt Weill unter der Regie von Klaus Maria Brandauer.

## Filmographie (Auswahl)
- 1997: Tanja
- 1998: Einsteins Ende
- 1999: Praxis Bülowbogen
- 2001: Ein mörderischer Plan
- 2002: Der letzte Zeuge
- 2003: Mein Weg zu Dir
- 2003: Babij Jar – Das vergessene Verbrechen
- 2004: Dr. Sommerfeld – Neues vom Bülowbogen – Schwesterherz
- 2006: Willkommen in Lüsgraf
- 2006: Ein starkes Team
- 2007: Louis Elefantenherz
- 2007: Der Kriminalist – Totgeschwiegen
- 2008: ie Frau des Frisörs
- 2008: Unschuldig – Trittbrettfahrer
- 2009: The International
- 2009: Bundeskanzler Honecker
- 2009: Unser Charly – Charly, der Schutzengel
- 2009: So ein Schlamassel
- 2009: Im Angesicht des Verbrechens
- 2009: Scheinbar ein Paar
- 2010: Der Blender
- 2010: Scheidung für Fortgeschrittene
- 2010: Im Angesicht des Verbrechens – Was kostet Berlin?
- 2010: Der Albaner
- 2011: The Woman Who Brushed Off Her Tears
- 2012: Magische Momente – Die Stunde der Silberpfeile
- 2012: Spreewaldkrimi
- 2013: SOKO Wismar – Ein Zipfel vom Glück
- 2013: Terra X: Deutschland-Saga
- 2013: Kommissar Marthaler – Engel des Todes
- 2015: Eine wie diese
- 2016: Die Anderen
- 2017: Bahnengolf
- 2017: Echte Bauern singen besser
- 2018: Artemisia
- 2018: Olaf macht Mut 2
- 2018: Blue Moon of Kentucky
- 2018: HEIKOSWELT
- 2018: Kalaschnikow
- 2018: Lotta & der schöne Schein
- 2018: Scripted? Reality!
- 2018: True Story
- 2018: Schuld III
- 2019: Liebe verjährt nicht
- 2019: Aktenzeichen XY
- 2019: Das Leben ist sonnig und schön
- 2020: Tatort – Niemals ohne mich
- 2020: Polizeiruf 110: Totes Rennen
- 2020: SOKO Wismar – Breifrei statt Bierschinken
- 2021: SOKO Potsdam – Flug in den Tod
- 2021: Die Drei von der Müllabfuhr – Operation Miethai
- 2021: In aller Freundschaft: Feste Bande
- 2021: Ella Schön: Land unter
- 2021: Lieber Thomas
- 2021: Das Leben ist kein Kindergarten – Umzugschaos